# Порто Валтраваља
Порто Валтраваља (итал. Porto Valtravaglia) је насеље у Италији у округу Варезе, региону Ломбардија.
Према процени из 2011. у насељу је живело 2347 становника. Насеље се налази на надморској висини од 211 м.

## Становништво
Према резултатима пописа становништва 2011. у општини је живело 2.348 становника.
| 1931. | 1936. | 1951. | 1961. | 1971. | 1981. | 1991. | 2001. | 2011. |
| ----- | ----- | ----- | ----- | ----- | ----- | ----- | ----- | ----- |
| 1.980 | 1.743 | 2.041 | 2.313 | 2.449 | 2.479 | 2.409 | 2.387 | 2.348 |